# Ornithology (revista)
Ornithology, previamente denominada The Auk y The Auk: Ornithological Advances, es una revista científica arbitrada y la publicación oficial de la American Ornithologists' Union (AOU). La revista contiene artículos relacionados con los estudios científicos de la anatomía, comportamiento y distribución de las aves. Publicada desde 1884 sin interrupción.
La revista fue nombrada en honor al alca gigante (Pinguinus impennis, en inglés: Great Auk), símbolo de la American Ornithologists' Union. En la actualidad es codirigida por T. Scott Sillet y Christina Riehl.